# Indywidualne mistrzostwa Węgier na żużlu
Indywidualne mistrzostwa Węgier w sporcie żużlowym to rozgrywany corocznie cykl turniejów wyłaniających mistrza Węgier.
Początki rozgrywania mistrzostw sięgają roku 1949 i aż do roku 1968 turnieje mistrzowskie rozgrywano z podziałem na klasy, zależności od pojemności silnika.
Do najbardziej utytułowanych węgierskich żużlowców należą: Zoltán Adorján, 13-krotny mistrz kraju w latach 1983–1991 i 1994–1997, István Sziraczki 7-krotny mistrz w latach 1975–1981, po sześć złotych medali wywalczyli Sándor Lévai (1951–1956) i Barnabás Gyepes (1966–1970, 1973). Pięć złotych krążków wywalczył w latach 2003–2004, 2006–2007 i 2009, pochodzący ze Słowenii, a posługujący się węgierską licencją, w późniejszym czasie także paszportem tego kraju Matej Ferjan. Po cztery złote medale na swoim koncie mają Róbert Nagy i Norbert Magosi, natomiast trzykrotnie mistrzostwo kraju udało się zdobyć Lajosowi Vörösowi i Józsefowi Tabace.

## Medaliści

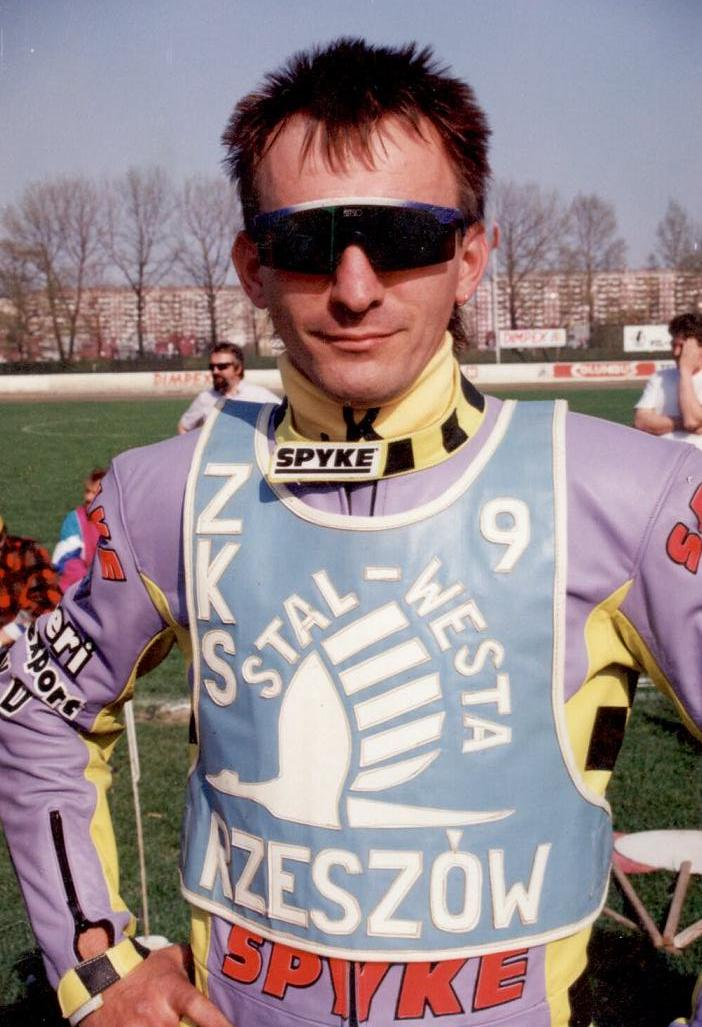
Zoltán Adorján jest 13-krotnym mistrzem Węgier. Tytuły zdobywał w latach 1983–1991 i 1994–1997.

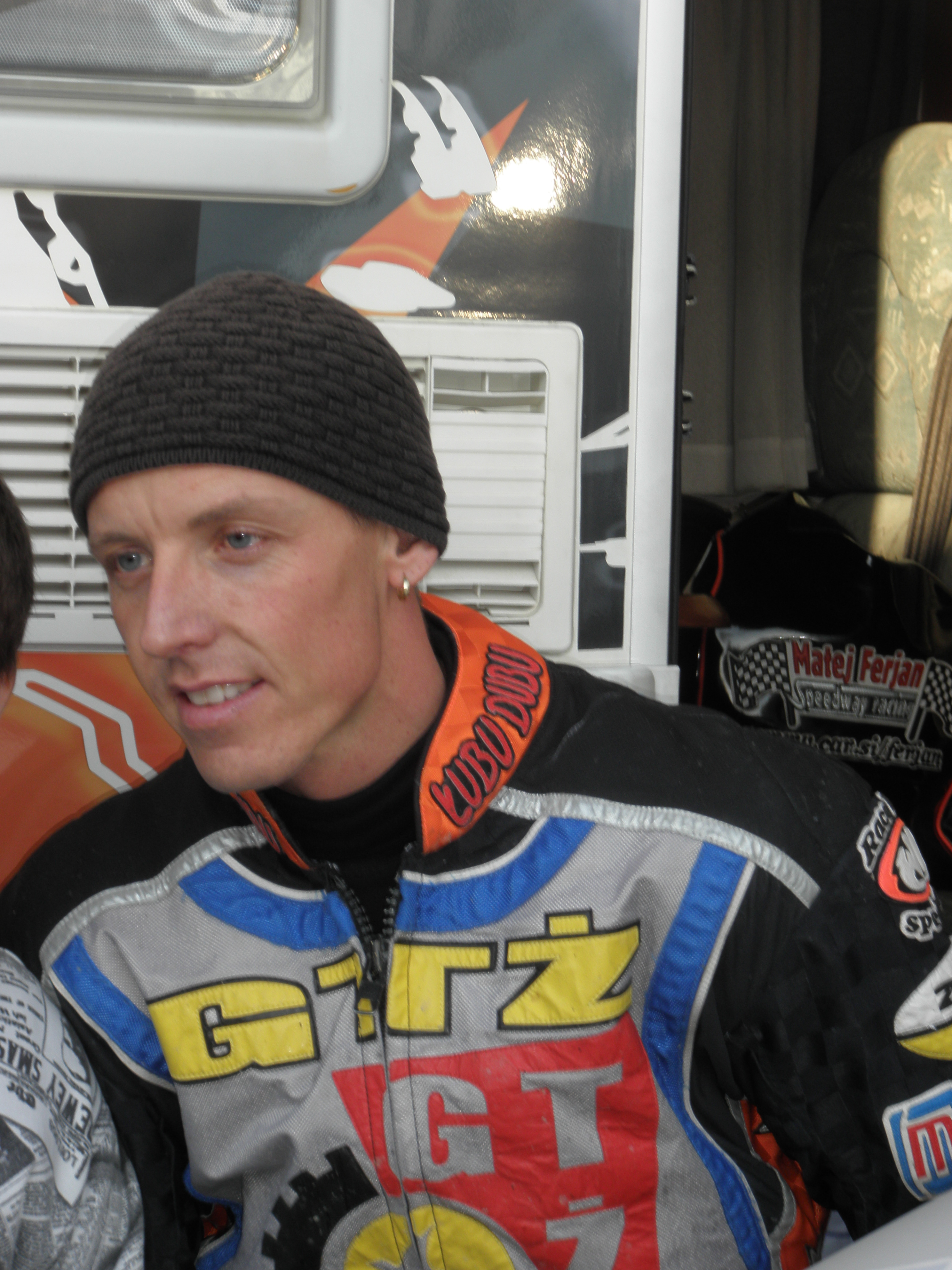
Matej Ferjan zdobył mistrzostwo pięciokrotnie (2003–2004, 2006–2007 i 2009). Cztery tytuły wywalczył jako Słoweniec z węgierską licencją, piąty jako obywatel Węgier.

| 4 rundy                                |
| -------------------------------------- |
| Segedyn Nyiregyhaza Debreczyn Miszkolc |

| 3 rundy                        |
| ------------------------------ |
| Nyiregyhaza Debreczyn Miszkolc |

| 3 rundy                     |
| --------------------------- |
| Gyula Debreczyn Nyíregyháza |

| 6 rund                                            |
| ------------------------------------------------- |
| Debreczyn Gyula Miszkolc Debreczyn Gyula Miszkolc |

| 5 rund                                      |
| ------------------------------------------- |
| Miszkolc Gyula Debreczyn Miszkolc Debreczyn |

| 6 rund                                            |
| ------------------------------------------------- |
| Miszkolc Gyula Miszkolc Debreczyn Gyula Debreczyn |

| 6 rund                                      |
| ------------------------------------------- |
| Debreczyn Miszkolc Gyula Miszkolc Debreczyn |

| 6 rund                                    |
| ----------------------------------------- |
| Debreczyn Gyula Debreczyn Gyula Debreczyn |

| 6 rund                                    |
| ----------------------------------------- |
| Debreczyn Gyula Debreczyn Gyula Debreczyn |

| 6 rund                                    |
| ----------------------------------------- |
| Debreczyn Gyula Debreczyn Gyula Debreczyn |

| 5 rund                          |
| ------------------------------- |
| Debreczyn Gyula Debreczyn Gyula |

| 6 rund                                            |
| ------------------------------------------------- |
| Debreczyn Miszkolc Gyula Debreczyn Gyula Miszkolc |

| 3 rundy                  |
| ------------------------ |
| Debreczyn Gyula Miszkolc |

| 3 rundy         |
| --------------- |
| Gyula Debreczyn |

| 3 rundy                  |
| ------------------------ |
| Miszkolc Debreczyn Gyula |

| 3 rundy                  |
| ------------------------ |
| Debreczyn Gyula Miszkolc |

| 3 rundy                  |
| ------------------------ |
| Miszkolc Gyula Debreczyn |

| 2 rundy |
| ------- |
| Gyula   |

| 3 rundy                  |
| ------------------------ |
| Gyula Miszkolc Debreczyn |

| 3 rundy   |
| --------- |
| Debreczyn |

| 3 rundy                  |
| ------------------------ |
| Gyula Miszkolc Debreczyn |

| 3 rundy                    |
| -------------------------- |
| Debreczyn Nagyhalász Gyula |

| 3 rundy                    |
| -------------------------- |
| Debreczyn Nagyhalász Gyula |

| 5 rund                                      |
| ------------------------------------------- |
| Krško Lublana Lendava Donji Kraljevec Gyula |

| 3 rundy                    |
| -------------------------- |
| Nagyhalász Debreczyn Gyula |

| 3 rundy                    |
| -------------------------- |
| Nagyhalász Debreczyn Gyula |

| 3 rundy                    |
| -------------------------- |
| Nagyhalász Vasad Debreczyn |

| 2 rundy              |
| -------------------- |
| Debreczyn Nagyhalász |

| 4 rundy                              |
| ------------------------------------ |
| Debreczyn Žarnovica Krško Nagyhalász |

| 3 rundy                 |
| ----------------------- |
| Lendava Krško Debreczyn |